# Meri (Hoherpriester des Amun)
Meri (auch Mery) war ein hoher altägyptischer Würdenträger unter König Amenophis II. in der 18. Dynastie. Er hatte die Position eines Hoherpriester des Amun von Karnak inne, war Vorsteher der Propheten von Ober- und Unterägypten sowie Oberhaupt, Vorsteher von Oberägypten. Seine Eltern waren Nebpehtire, der Hohepriester des Min in Koptos sowie Hunay, „große königliche Amme des Herrn der zwei Länder“. Laut Kees war sie wahrscheinlich eine Amme Amenophis II. Seine Gemahlin hieß Dy. Meri ist hauptsächlich von seinen Grabanlagen in Theben-West bekannt. TT95 scheint sein ursprüngliches Grab gewesen zu sein, während TT84 zumindest zum Teil usurpiert wurde und ursprünglich dem Vorsteher der Torwache Imunedjeh gehörte.

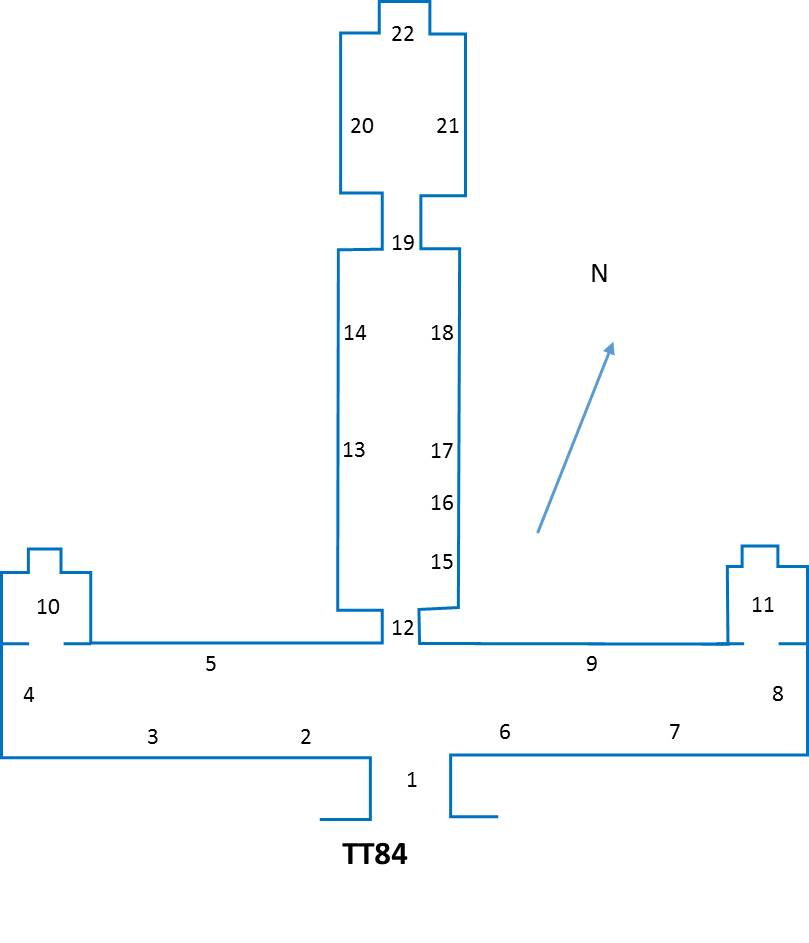
Grundriß TT84
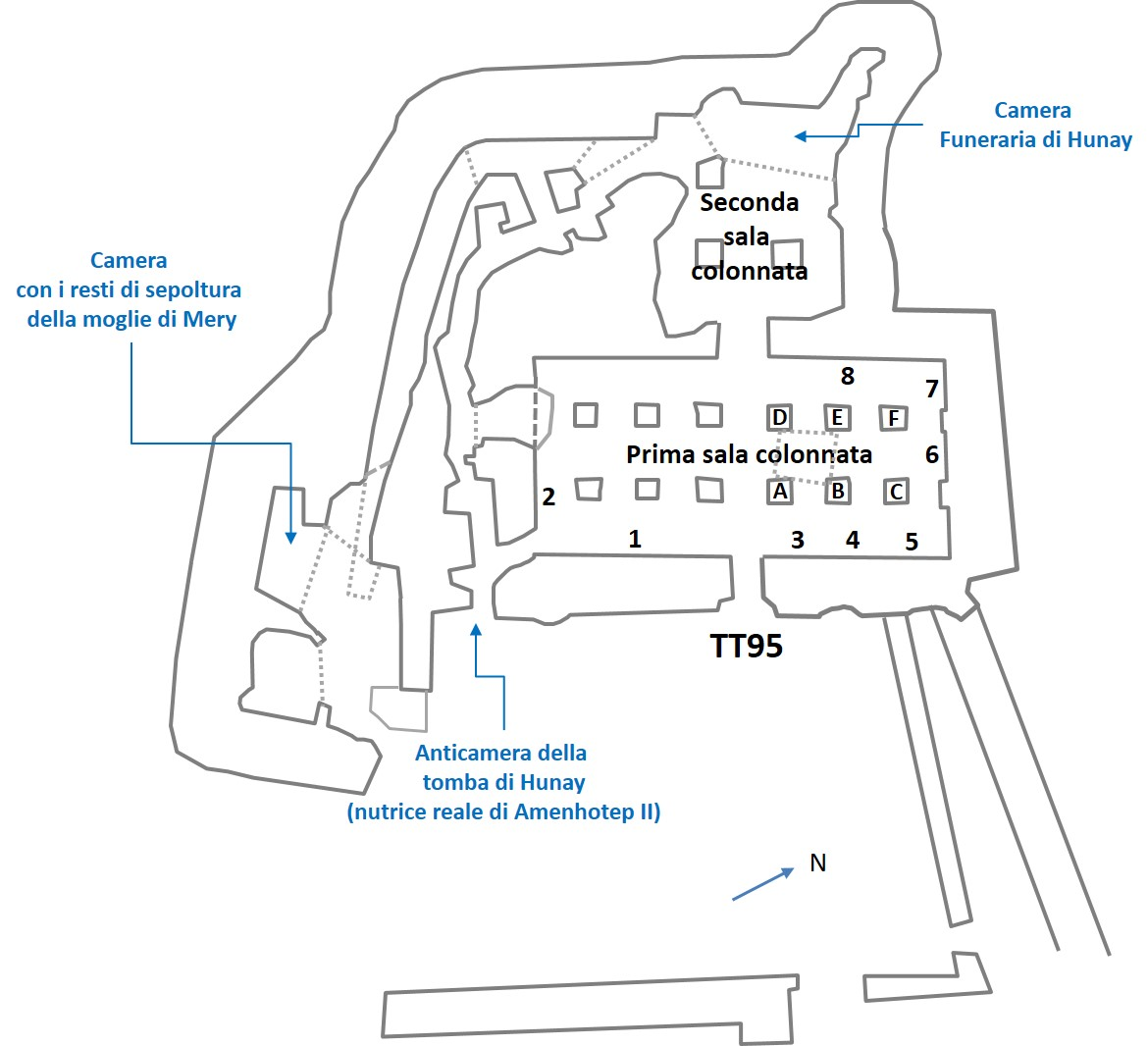
Grundriß TT95